# PAC P–750 XSTOL
A PAC P–750 XSTOL, korábbi jelzéssel PAC 750XL az új-zélandi Pacific Aerospace (PAC) légcsavaros gázturbinával felszerelt többcélú szállító repülőgépe, amely a PAC Cresco műtrágyaszóró repülőgépen alapul. Jellemzője a rövid fel- és leszállási úthossz (STOL).

## Története
A repülőgépet a PAC sikeres típusa, a PAC Cresco alapjain fejlesztették ki. A fejlesztésnél az új géppel kezdetben egy speciális piaci szegmenst, az ejtőernyős ugrásra alkalmas repülőgépek piacát célozták meg. Amerikai ejtőernyős szervezetek 1999-ben keresték meg a PAC-ot azzal az igénnyel, hogy készítse el a PAC Cresco nagyobb, kifejezetten ejtőernyőzésre szolgáló változatát. Az erre a célra szolgáló, jó emelkedőképességű gépekhez jó alapot szolgáltatott a nagy felhajtóerejű szárnnyal rendelkező, kiváló emelkedőképességű PAC Cresco, amely addig is kedvelt volt az ejtőernyősök körében. A P–750-hez a Cresco szárnyait és hajtóművét vették alapul. Ehhez egy új, a Crescóénál nagyobb törzset és módosított vezérsíkokat kapott. A P–750-es 2001-ben hajtotta végre első felszállását. A vezérsíkokkal kezdetben problémák adódtak, ezért a sorozatgyártás megkezdése előtt áttervezték. A gép 2004-ben kapta meg az amerikai Szövetségi Légügyi Hivatal (FAA) típusengedélyét, míg az európai típusengedélyt 2006-ban adta ki az Európai Repülésbiztonsági Ügynökség (EASA). A gép gyártását PAC 750XL típusjelzéssel kezdték el, ezt később PAC P–750 XSTOL-ra változtatták.
Annak ellenére, hogy kezdetben az ejtőernyős szállításhoz szánták, a gépet szélesebb körben használják, így teher- és utasszállításra, mezőgazdasági feladatokra, légi fényképezésre is. A gép robusztus felépítése és rövid fel- és leszállási úthossza miatt alkalmas az olyan területeken történő üzemeltetésre is, ahol nincs megfelelően kiépített repülőtéri infrastruktúra és betonozott kifutópálya. A változó feladatköröknek megfelelően többféle kabinkialakítással gyártják. A gyártási kapacitást 2008-ra évi 12–24 darabra növelték. 2016 februárjáig 100 darab gépet készítettek.

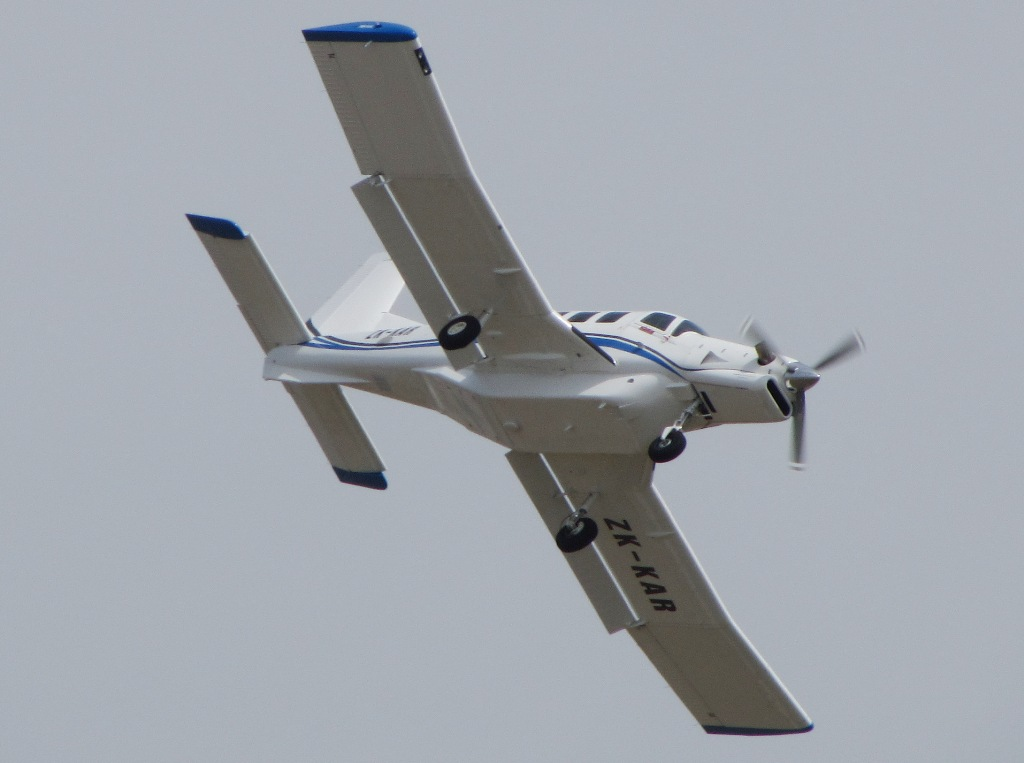
P–750 XSTOL a törzs alá szerelt teherkonténerrel

Az utasszállító és teherszállító feladatkörök miatt a géphez készítettek egy, a törzs alá felszerelhető áramvonalas teherkonténert.
Katonai szállítási feladatokra a Pápua új-guineai légierő alkalmazza. Erre a célra négy P–750-est rendeltek 2016-ban.
Fejlesztés alatt áll egy felfegyverzett változat, a P–750 Defender II fejlesztése, amely könnyű csatarepülőgépként használható.
A kínai Csangcsouban licenc alapján gyártják. Emellett Kínában a P–750 átalakításával készítették el 2017-ben az AT200 pilóta nélküli teherszállító repülőgépet (UAV).
A gép továbbfejlesztéseként 2018-ban jelent meg a Super-PAC XL, amelyet nagyobb teljesítményű, 670 kW-os (900 LE) légcsavaros gázturbinával szereltek fel. A szállítási kapacitás növelése céljából folyamatban van egy tömegcsökkentési projekt a PAC-nál, amely során 2020-ig a duralumínium kormányfelületeket kompozit szerkezetekre cserélik ki, valamint könnyebb üléseket és kabinberendezéseket építenek be.
A típussal kapcsolatos érdekesség, hogy egy példánya 2016 szeptemberében feltűnt Észak-Koreában. Egy Kínának eladott gép került az érvényben lévő embargós szabályozás ellenére illegálisan Észak-Koreába.

## Műszaki jellemzői
Hagyományos elrendezésű, teljesen fémépítésű repülőgép. Kialakítása, elrendezése alapvetően megegyezik a fejlesztés alapjául szolgáló PAC Cresco mezőgazdasági repülőgéppel. A gép orrában helyezkedik el az 560 kW (750 LE) teljesítményű Pratt & Whitney PT6A–34AG légcsavaros gázturbina, amely egy háromtollú, állandó fordulatú (2200 1/perc) Hartzell gyártmányú fém légcsavart hajt. Az üzemanyagtartályok maximális hasznos kapacitása 1256 l. A hajtómű átlagos üzemanyag-fogyasztása 170 l/óra. A futóműve orrfutós kialakítású, a futók nem behúzhatók. A futóműve alkalmassá teszi részlegesen előkészített talajon történő fel- és leszállásra. Ehhez változtatható a futómű gumiabroncsainak nyomása. Nappali és éjszakai üzemeltetésre egyaránt alkalmas. A gépet Garmin 430/530 avionikával szerelték fel. A gép kabinja 9 utas, vagy 17 ejtőernyős elhelyezésére alkalmas.

## Műszaki adatok[5]
Geometriai méretek és tömegadatok
- Fesztáv: 12,8 m
- Hossz: 11,11 m
- Szárnyfelület: 24,88 m²
- Magasság: 3,88 m
- Üres tömeg: 1633 kg

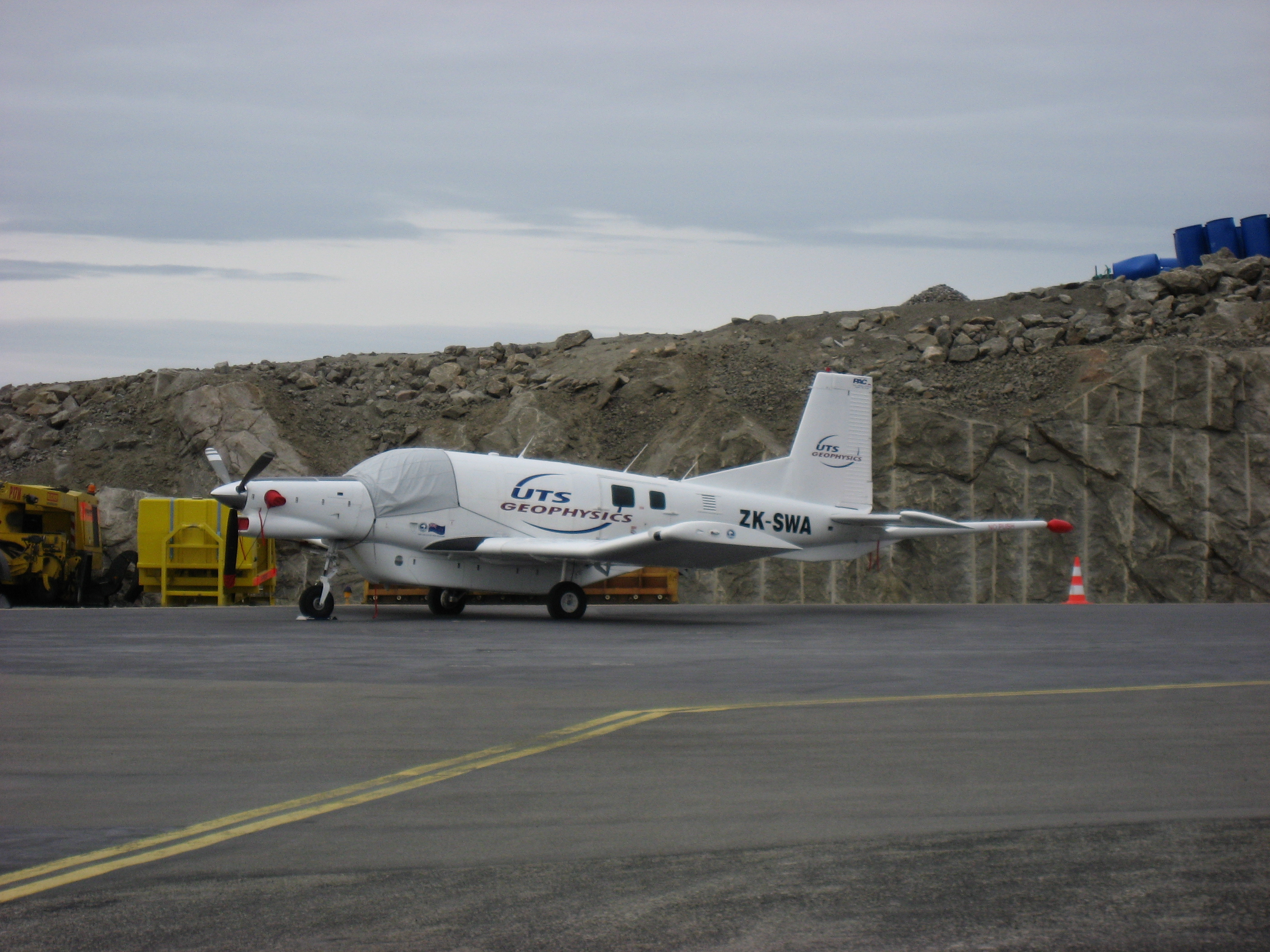
Geofizikai mérésekre használt P–750-es Grönlandon. A mágnesesanomália-detektor a gép farokrészére épített nyúlványban található

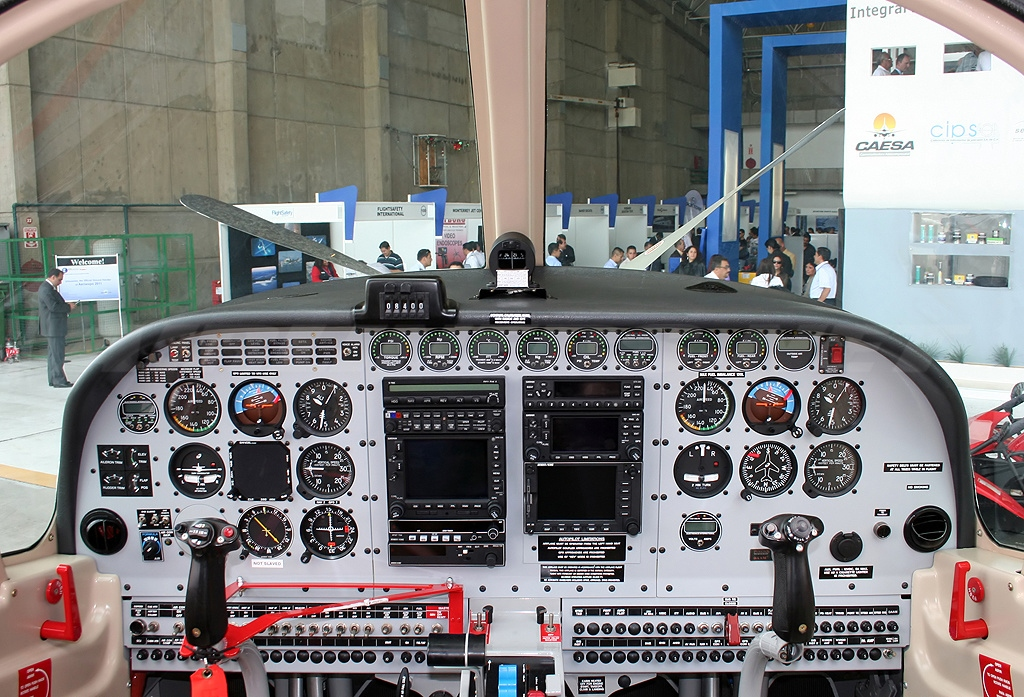
A pilótafülke a műszerfallal

- Normál felszálló tömeg: 3402 kg
- Legnagyobb hasznos terhelés: 1769 kg
- Üzemanyagtartály: 1256 l
- Szállítási kapacitás: 9 utas vagy 17 ejtőernyős

Hajtómű
- Típusa: Pratt & Whitney PT6A–34 légcsavaros gázturbina
- Száma: 1 db
- Maximális teljesítmény: 560 kW (750 LE)

Repülési teljesítmény
- Maximális sebesség: 315 km/h
- Gazdaságos utazósebesség: 259 km/h
- Átesési sebesség: 107 km/h
- Emelkedőképesség: 5,42 m/s
- Legnagyobb repülési magasság: 6096 m
- Hatótávolság: 2183 km
- Maximális repülési idő: 8 óra
- Felszállási úthossz: 220 m (tengerszinten)
- Kigurulási úthossz: 166 m (tengerszinten)

## Lásd még

#### Hasonló repülőgépek
- Quest Kodiak
- Cessna 208 Caravan
- Pilatus PC–6